# Contea di Jefferson (Mississippi)
La contea di Jefferson (in inglese Jefferson County ) è una contea dello Stato del Mississippi, negli Stati Uniti. La popolazione al censimento del 2000 era di 9 740 abitanti. Il capoluogo di contea è Fayette.